# NAMC YS-11
NAMC YS-11 – japoński samolot pasażerski średniego zasięgu, przeznaczony do lotów na liniach lokalnych.

## Historia
W 1954 roku japońskie Ministerstwa Międzynarodowego Handlu i Przemysłu (ang. Ministry of International Trade and Industry) zainicjowało program budowy samolotu pasażerskiego o średnim zasięgu. Wykonawcą projektu zostało konsorcjum Nihon Aircraft Manufacturing Corporation, koordynujące pracę firm-podwykonawców. W skład konsorcjum weszły, m.in.: Mitsubishi Heavy Industries, które zajmowało się budową kadłuba i końcowym montażem samolotu, Fuji Heavy Industries – odpowiedzialne za budowę ogona maszyny, Shinmeiwa Manufacturing – tylna część kadłuba, Grupa Sumitomo, Showa Corporation, Kawasaki Heavy Industries i Japan Aircraft. W 1957 roku rozpoczęto prace projektowe, a w marcu 1961 roku rozpoczęto budowę dwóch latających prototypów, z których pierwszy wzleciał w powietrze 30 sierpnia 1962 roku. Zbudowano również dwa prototypy do prób naziemnych. Ogółem zbudowano 182 egzemplarzy samolotu. W planach wytwórni była dalsza modyfikacja samolotu. Planowano zbudować wersję napędzaną silnikami turboodrzutowymi oznaczoną jako NAMC YS-11J (J-jet/odrzutowy). Silniki samolotu miały zostać umieszczone na wysięgnikach nad płatem oraz wersję z czterema silnikami turbośmigłowymi YS-11S. W kolejnych latach Nihon Aircraft Manufacturing Corporation planowało budowę 92–149 miejscowego samolotu pasażerskiego oznaczonego jako YS-33 napędzanego trzema silnikami turbowentylatorowymi (dwoma umieszczonymi pod skrzydłami i jednym w podstawie statecznika pionowego). Kryzys paliwowy z początku lat 70. XX w. położył kres tym zamierzeniom.
Kilka maszyn weszło w skład Japońskich Powietrznych Sił Samoobrony. Trzy w wersji YS-11P, które wykorzystywane są do przewozu osób, jeden z samolotów wycofany został w 2014 roku. Maszyna YS-11NT była maszyną treningową wykorzystywaną do szkolenia nawigatorów, jedyny egzemplarz wycofano z użycia w październiku 2015 roku. Cztery samoloty w wersji YS-11EB wypełniają misję zwiadu elektronicznego. Maszyny wyposażone są w system rozpoznania elektronicznego J/ALR-2. Na co dzień stacjonują w bazie Iruma zlokalizowanej niedaleko Tokio. Dwa YS-11EA służą do szkolenia personelu w walce elektronicznej. Kolejne trzy maszyny, w wersji YS-11FC, służą do kalibracji i kontroli systemów używanych w nadzorze ruchu lotniczego.

## Konstrukcja
Samolot jest całkowicie metalowym dolnopłatem napędzanym dwoma silnikiami turbośmiglowymi z czterołpatowymi śmigłami o średnicy 4,42 m z hermetyzowaną kabinią.

## Użytkownicy
- Aboitiz Air
- Air Link International Airways
- Air Philippines
- Asian Spirit
- Mahfooz Aviation
- Phuket Airlines
- South Phoenix Airways
- Aero Union
- Gacela Air Cargo
- Aerodan Cargo
- Aerolineas Argentinas
- Aerolitoral
- AeroSierra
- Air Aruba
- Air Caribbean
- Air Nippon
- All Nippon Airways
- Air Philippines
- Air Phoenix
- Air Star Zanzibar
- Midwest Air Charter/Airborne Express
- Airlink International Airways
- Aerotransportes Litoral Argentino (ALA)
- Alcon
- American Eagle
- Asian Spirit
- Austral Airlines
- Barker-Wayne
- BIMP - EAGA Air Alliance
- Bouraq
- China Airlines
- Continental Express
- Cruzeiro
- Far West
- Filipinas Orient Airways
- Fort Worth Air
- Gabon Express Cargo
- Gacela
- Gambia Airways
- Global Air Cargo
- Hawaiian Airlines
- Japan Air Lines
- Japan Air System
- Japan Domestic Airlines
- Japan Civil Aeronautics Board
- Japan TransOcean Air
- Korean Air
- Korean Air Cargo
- Lansa
- Litoral
- Mandala
- Mey-Air
- Merpati Nusantara Airlines
- Mid Pacific Air
- MPAC
- Nihon Kinkyori Airlines
- Norcanair
- Olympic Airways
- Pacific Southwest Airlines
- Provincetown-Boston Airlines
- Philippine Airlines
- Phuket Air
- Piedmont Airlines
- Pinehurst
- Pyramid Airlines
- Reeve Aleutian Airways
- Societe Generale d'Alimentation
- Simmons Airlines
- South Phoenix Airways
- Southwest Air Lines Japan
- Tauk Tours
- Toa Airways
- Toa Domestic Airlines
- Trans Air
- Trans-Central Airlines
- Trygon, Ltd.
- United States Postal Service
- VASP
- Winair